# Стефано Оппо
Стефано Оппо (італ. Stefano Oppo, нар. 12 вересня 1994) — італійський веслувальник, срібний призер Олімпійських ігор 2024 року, бронзовий призер Олімпійських ігор 2020 року.

## Виступи на Олімпіадах
| Олімпіада           | Дисципліна               | Місце |
| ------------------- | ------------------------ | ----- |
| Ріо-де-Жанейро 2016 | четвірки, легка вага     | 4     |
| Токіо 2020          | парні двійки, легка вага | 3     |
| Париж 2024          | парні двійки, легка вага | 2     |